# فین یلتش
فین یلتش (انگلیسی: Finn Jeltsch؛ زادهٔ ۱۷ ژوئیهٔ ۲۰۰۶) بازیکن فوتبال اهل آلمان است.
وی همچنین در تیم ملی فوتبال جوانان آلمان بازی کرده است.

## دوران باشگاهی
فین یلتش کار خود را با رایترسایخ آغاز کرد و سپس در سال ۲۰۱۵ به باشگاه فوتبال نورنبرگ پیوست. در ۱۸ فوریه ۲۰۲۴، فین یلتش اولین بازی حرفه‌ای خود را برای نورنبرگ در بوندس‌لیگا ۲ انجام داد و به عنوان بازیکن تعویضی در نیمه دوم در جریان تساوی ۱–۱ مقابل باشگاه فوتبال کایزرسلاترن به میدان رفت. در ژوئن ۲۰۲۴، او قراردادی جدید و بلندمدت با باشگاه امضا کرد.
در ۳ فوریه ۲۰۲۵، فین یلتش قراردادی پنج و نیم ساله با باشگاه فوتبال اشتوتگارت امضا کرد.

## دوران ملی
فین یلتش بخشی از تیم زیر ۱۷ سال آلمان بود که در سال ۲۰۲۳ هر دو عنوان قهرمانی جام‌جهانی و جام ملت‌های اروپا در رده زیر ۱۷ سال را کسب کرد. او تا رده زیر ۱۹ سال برای آلمان بازی کرده است.